# 상지미래경영고등학교
상지미래경영고등학교(上智未來經營高等學校)는 대한민국 경상북도 상주시 함창읍 오동리에 있는 사립 고등학교이다.

## 학교 연혁
- 1959년 5월 14일 : 성경강습소 설치
- 1959년 5월 20일 : 성경강습소 1학급 50명 모집
- 1961년 3월 31일 : 성모고등공민학교 3학급 설립인가
- 1961년 4월 1일 : 위 개교 및 초대 교장 왕묵도 신부 취임
- 1969년 10월 23일 : 학교 법인 상지학원 설립, 이사장 두봉 주교 취임
- 1970년 3월 2일 : 상지여자중학교 개교 및 초대 교장 김기연 수녀 취임
- 1972년 12월 25일 : 성모고등공민학교 제11회 졸업식·폐교, 교육청 이관
- 1972년 12월 29일 : 상지여자상업고등학교 6학급 설립 인가
- 1973년 3월 2일 : 위 개교 및 초대 교장 김기연 수녀 취임
- 1984년 8월 6일 : 상지여자종합고등학교로 교명 변경 인가
- 1984년 10월 5일 : 강당 진관 준공
- 1985년 3월 4일 : 상지여자종합고등학교 신입생 입학(보통과, 상업과, 회계과, 정보처리과 각 2학급)
- 1990년 9월 17일 : 선관 준공
- 1994년 5월 30일 : 기숙사 백합1관 준공
- 1999년 12월 27일 : 생활체육실 준공
- 2001년 12월 4일 : 제4대 재단이사장 권혁주 주교 취임
- 2002년 6월 25일 : 기숙사 백합2관 준공
- 2003년 3월 1일 : 상지여자고등학교로 교명 변경
- 2003년 10월 24일 : 디지털 도서관 개관, 제과 제빵실 설치
- 2004년 2월 28일 : 신관 5층에 독서실 설치(100평)
- 2008년 8월 8일 : 학생급식소 개·보수 공사 준공(633m2) / 학생급식소를 선관 지하에서 진관 지하실로 옮김
- 2011년 6월 23일 : 기숙형고등학교 기숙사 '백합관' 준공
- 2014년 6월 19일 : 경상북도교육청 지원 특성화고등학교로 선정됨(전국모집)
- 2018년 3월 1일 : 상지여자상업고등학교로 교명 변경
- 2021년 3월 1일 : 고등학교 학과 개편(보건간호과 1학급, 금융회계과 2학급, 부사관과 1학급, 카페경영과 1학급 인가)
- 2023년 2월 3일 : 중학교 제51회 졸업식, 졸업생 누계 6,654명
- 2023년 2월 3일 : 고등학교 제48회 졸업식, 졸업생 누계 12,238명
- 2023년 3월 1일 : 제7대 교장 손승덕 수녀 취임
- 2023년 3월 2일 : 상지미래경영고등학교 남녀 공학 신입생 입학

## 설치 학과
- 보건간호과
- 카페경영과
- 부사관과
- 금융회계과

## 참고 자료
- 상지미래경영고등학교 - 한국교육학술정보원 학교알리미